# Boké
Pour le terme de photographie, voir Bokeh.
Cet article possède des paronymes, voir Boke, Boquet (homonymie) et Bocquet.
Boké est une ville de Guinée sur les bords du Rio Nunez. C'est le chef-lieu de la préfecture et la capitale de la région homonyme.

## Localisation
Située sur la côte maritime de la Guinée, Boké s’étend sur une superficie de 334 km2. Elle est localisée dans la partie Nord-Ouest de la Guinée appelée Guinée maritime, et plus particulièrement en pays Baga. Les natifs qui ont construit Boké sont d'abord des Landoumas.  Les Landoumas, dont la langue s'apparente au Baga-Sitemu, se sont installés sur le plateau de Boké, s'étendant jusqu'en Guinée-Bissau au nord et s'approchant des plaines du Rio Kapatchez au sud.
Le Rio Nunez, qui coule au cœur de la ville, prend sa source à Darelayah (Préfecture de Télimélé) et coule du Sud-Ouest au Nord-Est, puis  monte vers le Nord, et redescend vers le Sud, jusqu'à Boké, après avoir fait une boucle assez prolongée. Il est alors appelé Tiguinlita. Il prend le nom de Numez, un peu au-dessus de Boké (Corrérah et Baralandé) et devient alors navigable.
Proche de la Guinée-Bissau, une route goudronnée permet de parcourir rapidement la distance de 250 kilomètres qui la sépare de Conakry, la capitale de la Guinée. Au niveau régional, une route goudronnée permet de rejoindre en 50 km Kamsar, et des pistes mènent à Sangarédi ou Gaoual. Boké est également traversée par le réseau ferré régional qui relie Sangarédi à Kamsar. La gare de Boké permet de profiter des 135 km de voie ferrée exploitées par la Compagnie de Bauxite de Guinée (CBG). Boké possède un aéroport (Baralande, code AITA : BKJ).

## Environnement
Boké, confinée dans la zone de transition entre la plaine côtière et l’arrière-pays, est assise sur un plateau de schistes siluriens horizontaux qui surplombe l’estuaire du rio Nunez sur 50 m. Le climat est de type tropical humide, avec une moyenne annuelle pluviométrique atteignant 2 675 mm, tandis que le nombre de jours de pluie avoisine les 120 jours annuels. Du point de vue de la pédologie, la ville de Boké est marquée par la présence de sols hydromorphes localisés sur les plateaux et ceux ferralitiques pauvres (matériau rouge) qui se trouvent vers les rivages fluviaux du Rio Nunez.

## Population
La ville de Boké est en rapide expansion. Alors qu'en 1983 elle était une petite cité de 12 030 habitants, sa population recensée en 1996 se montait déjà à 40 575 personnes. En 2007, la population vivant dans l’espace urbain communal de Boké est estimée à 81 116 habitants (selon projection d'après le RGPH de 1996). 
En 2016, Boké-Centre comptait 65 662 habitants.
En 2017, on estime la population à 100 000 habitants. Elle est, de ce fait, la huitième ville la plus peuplée du pays, après Conakry, Kankan, Nzérékoré, Gueckedou, Kindia,  Labé et Kissidougou.
Cette ville est la plus cosmopolite de la Guinée. On y trouve des Nalous qui habitent près des côtes, des Landoumas, des Bagas, des Sossous, des Peuls, des Kissis, des Diakankés (notamment à Baralandé et Corérah), des Mikiforés. Les Peuls Camara sont les premiers du Fouta à venir s'installer dans le Kakandé. Ils  sont très intégrés de nos jours aux autochtones et vivent souvent dans des villages près de Boké.

## Socio-économie
L’essentiel des activités économiques pratiquées par cette population tourne autour de l’économie minière et de l’agriculture. L'exploitation minière explique le dynamisme dans les activités de commerces et des services. Cependant, Boké, restée à l'écart des installations minières, en subit aujourd'hui les conséquences. En effet, la fonction urbaine de la ville est de moins en moins visible (absence de cadre d'accueil, de services d'approvisionnement, de secteurs économiques et de commerces structurés) et les équipements se dégradent. Cette situation a également des répercussions sur l'activité économique de la commune mais est également la cause de la révolte de la jeunesse de la ville en 2017.  
La population est encore principalement occupée à l'agriculture: plus de 80 % des gens travaillent « aux champs ». Les cultures principales sont le riz, le maïs, l'arachide et le fonio. Le marché de Boké continue d'approvisionner le reste du pays en arachides. La culture de l'acajou, économiquement très rentable, progresse également. Cependant, Boké continue à s'approvisionner pour certains produits à l'extérieur.

## Urbanisation
Le niveau des infrastructures urbaines est encore relativement faible. Elle possède un aéroport. Au-delà des équipements sociaux de base, la ville est dotée d'un réseau routier qui mériterait d'être remis à niveau et complété par de nouvelles infrastructures: 15 km de routes revêtues, 24 km de routes non revêtues, 30 km de pistes et de sentiers, 60 buses, 5 dalots et 4 ponts. Dans ce cadre, la population évolue dans un espace constitué de trois types d’habitats : 
- un habitat équipé où les populations disposent des infrastructures sociales de base de type primaire (adduction en eau potable et électricité). Ces quartiers qui, jadis étaient construits à l’image des villages traditionnels landoumas, connaissent une évolution notable, ce qui permet de distinguer un zoning (zone administrative, zone commerciale et zone d’habitat) ;
- des zones d’extension encore sous-équipées où les infrastructures sont sous l’effet de la pression démographique avec un taux de couverture faible en eau et/ou en électricité ;
- des zones irrégulièrement occupées qui découlent d’une installation non planifiée. Ces  quartiers ne bénéficient ni d’adduction d’eau, ni d’électricité.

## Histoire
La première aventure coloniale qui intéresse les rivières de la côte guinéenne est celle de Nuno Tristão en 1453. La tradition a permis de sauver de l'oubli ce Chevalier de l'Infant du Portugal en  donnant son nom à une rivière, le Rio Nunez (Tinguilita), que d'ailleurs il n'a pas dû atteindre. Ainsi, la côte guinéenne a longtemps suscité la convoitise des Français et des Portugais. Ce sont ces derniers qui ont tout d'abord envahi le pays. 
Au début du XIXe siècle, les Français redoublent d'effort pour conquérir le pays. La possession de Boké devient alors un enjeu stratégique. Après 1815, les efforts de pénétration française, dirigés en vain vers l'intérieur, se tournent vers la côte. Les colons français cherchent alors à installer des comptoirs sur le Rio Nunez qui a le double avantage d'être entouré de terres riches et d'ouvrir la route du Fouta-Djalon. En 1827, René Caillé inaugure son célèbre voyage en partant de Kakandé, sur le Rio Nunez. Une stèle commémorative signale son passage à Boké. Depuis, ce voyage entre Boké - Tombouctou - Tanger inspirera de nombreux écrivains et voyageurs.  
En 1839, une nouvelle mission d'information dresse un rapport attirant l'attention du commerce français sur ce pays prometteur. Construit sur le versant d'une colline, au point extrême du Rio-Nunez navigable et au confluent de ce fleuve avec le Batafon, Boké, jouissant d'un climat relativement salubre, était tout indiquée aux négociants européens comme station où les transactions devaient être avantageuses. Ce fut l'un des points de ravitaillement en caoutchouc de la colonie.  

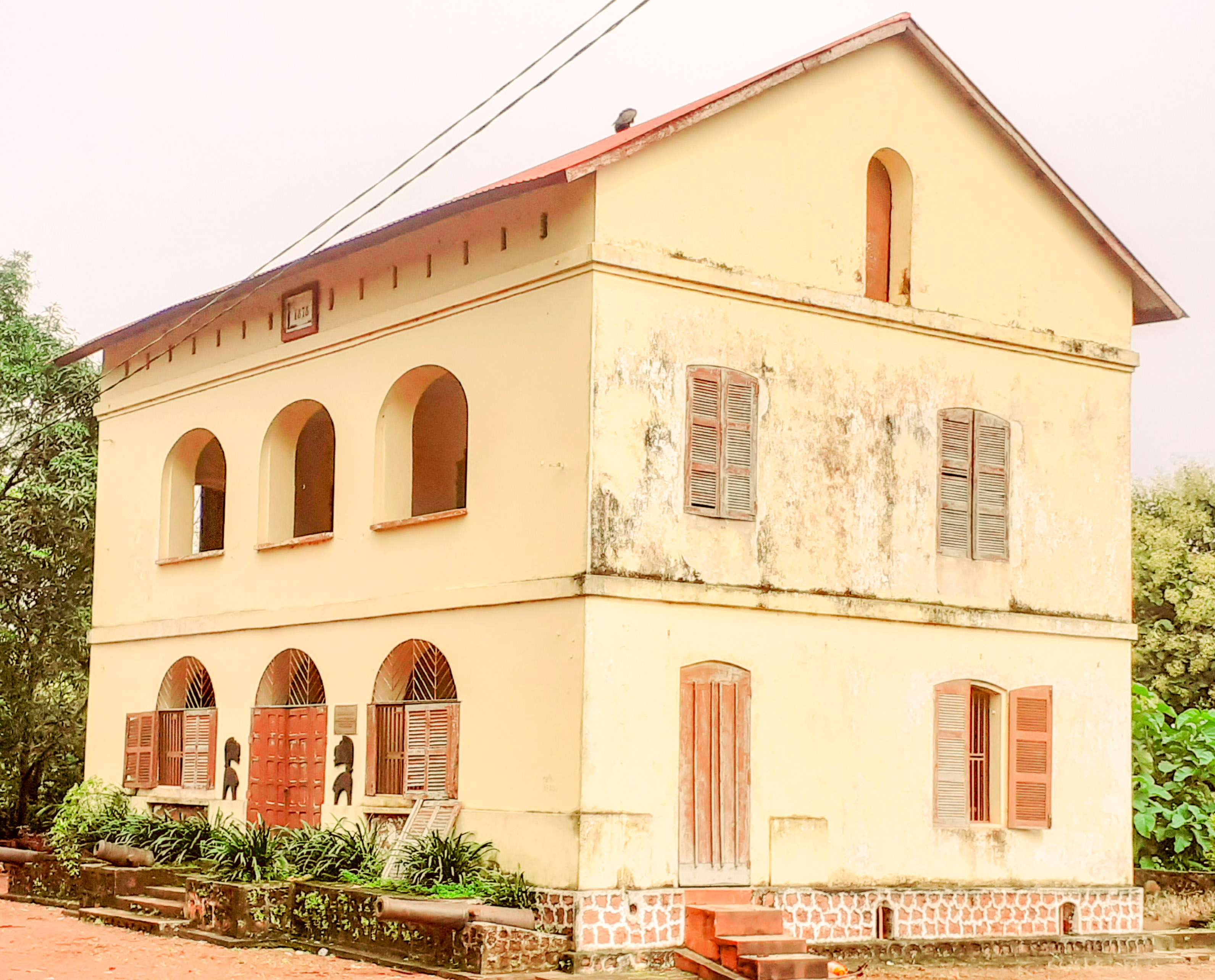
Le fortin construit en 1878 abrite aujourd'hui le musée de Boké.

Le 19 janvier 1866, une attaque des troupes françaises aboutit à l'installation à Deboké (nom de la ville à l'époque) d'un poste. Trois jours plus tard un lieutenant de vaisseau français conclut avec le roi Landouma un traité qui place son pays sous la suzeraineté et le protectorat de la France. Ce document comporte des clauses analogues à celles du traité de protectorat passé avec les Nalous, signé le 28 novembre 1865. L'installation de la caserne  (où est construit en 1878 un fortin, toujours debout aujourd'hui) et la signature des traités permettent aux négociants français de commercer en toute sécurité avec l'intérieur du pays et de lutter contre les Anglais et Portugais.  
C'est le point de départ de la conquête économique et politique de la Guinée.  L'occupation de ce point stratégique, puis l'installation d'autres comptoirs sur les rivières de la côte maritime, forment une chaîne de points d'appui d'où prennent corps les Cercles du Rio Nunez, du Rio Pongo, de Dubréka et de la Mellacorée. La mise sous tutelle de ces cercles reste cependant menacée tout au long de l'occupation par les rébellions des chefferies autochtones qui souhaitent retrouver la gestion de leurs territoires.
Cette ville a connu des héros comme Dinah Salifou Camara. C'est de là que les colons ont transporté le roi du Fouta, Alpha Yaya Diallo, pour l'emprisonner dans le fortin avant de l'embarquer pour Conakry. C'est également un lieu de passage pour Aimé Olivier de Sanderval lors de ses expéditions vers le Fouta-Djalon. 
Plus récemment, en 1973, le futur Président Lansana Conté est nommé commandant de la région militaire de Boké afin d'aider le Parti africain pour l'indépendance de la Guinée et du Cap-Vert (PAIGC), mouvement de guérilla indépendantiste, dans le pays voisin, la Guinée portugaise. Le Président Alpha Condé est né à Boké (1938) et a fait ses études dans cette ville jusqu'à son départ pour la France a 15 ans.

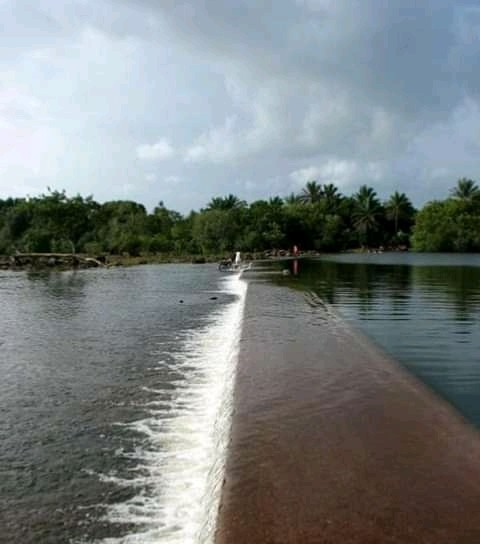
Fleuve Batafon

## Éducation
Boke est une commune urbaine qui regorge des établissements publics, plusieurs établissements privés ainsi que l'Institut supérieur . De façon totale voici les noms de toutes les écoles de cette commune  :lycée filira, lycée yomboya, collège tamakene, complexe scolaire cos, groupe scolaire élite, école du centre, Habidra, groupe scolaire lamine guirassy, groupe scolaire sagretaire, groupe scolaire Albert instein école élémentaire de kougnewade, école élémentaire goreye, école élémentaire dongol.
doté d'une école professionnelle et un  Institut supérieur des mines et de la géologie de Boké
accueillant bon nombre d'étudiants du pays et de la sous-région

## Maires de la ville
- Aly Bonia Camara, maire de 1991 à 1995,
- Dr Ousmane Dabo, militant de premières heures de UFR, maire de Boké de 1995 à 2000,
- Aly Bonia Camara, maire de 2000 à 2005,
- Ibrahima Barry, maire de 2005-2015,
- Modibo Fofana, président de la délégation spéciale, de novembre 2015 à janvier 2017 (suspension).
- Ibrahima Barry, président de la délégation spéciale, juillet 2017-2018.
- Mamadouba Tawel Camara, maire depuis janvier 2019.

## Personnalités nées ou liées à Boké
- Mohamed Bayo, footballeur international guinéen
- Mohamed Simakan, footballeur français d'origine guinéenne
- MHD, rappeur français d'origine guinéenne
- Gazo, rappeur français d'origine guinéenne
- Kandet Diawara, footballeur international guinéen
- Aboubacar Somparé, président de l'Assemble nationale de Guinée (2002-2007)
- Lamine Guirassy, journaliste
- Alpha Condé, président de la république de Guinée du 21 décembre 2010 au 5 septembre 2021
- Mamadou Bâ (1930-2009), homme politique guinéen ;
- Bobo Denken (Mamadou Bobo Diallo) (? - ), agriculteur et homme politique guinéen ;
- Saliou Coumbassa, diplomate et homme politique
- Sikhé Camara (né en 1921-), juriste, homme politique, poète guinéen
- Mansa Moussa Sidibé (1947-), homme d'affaires et homme politique
- Mohamed Yattara, footballeur international guinéen
- Soriba drame 🇬🇳 boke personnalité public
- Ibro Diabaté artiste 🇬🇳